# Илачу (Валча)
Илачу (рум. Ilaciu) насеље је у Румунији у округу Валча у општини Алуну. Oпштина се налази на надморској висини од 372 m.

## Становништво
Према подацима из 2002. године у насељу је живело 445 становника, од којих су сви румунске националности.